# Općina Destrnik
Općina Destrnik (slo.:Občina Destrnik) je općina u sjeveroistočnoj Sloveniji u pokrajini Štajerskoj i statističkoj regiji Podravskoj. Središte općine je naselje Destrnik sa 192 stanovnika.

## Zemljopis
Općina Destrnik nalazi se u sjeveroistočnom dijelu Slovenije. Područje općine pripada južnom dijelu Slovenskih Gorica, brdskom kraju poznatom po vinogradarstvu i vinarstvu.
U općini vlada umjereno kontinentalna klima.
U općini nema većih i značajnijih vodotoka, a područje općine je u slivu rijeke Drave

## Naselja u općini
Desenci, Destrnik, Dolič, Drstelja, Gomila, Gomilci, Janežovci, Janežovski Vrh, Jiršovci, Levanjci, Ločki Vrh, Placar, Strmec pri Destrniku, Svetinci, Vintarovci, Zasadi, Zgornji Velovlek

## Vanjske poveznice
- Službena stranica općine